# Staf Declercq
Pour les articles homonymes, voir Declercq.
Jérémie Gustave Théophile (Staf) Declercq, né à Everbecq, le 16 septembre 1884, et mort à Gand, le 22 octobre 1942, est un leader nationaliste flamand. Il est surtout connu pour  ses encouragements répétés à la collaboration des Flamands avec l'occupant allemand durant la Seconde Guerre mondiale.

## Vie personnelle
Staf ou Jérémie Gustaaf Théophile Declercq naît le 16 septembre 1884 à Everbecq dans une famille catholique de la classe moyenne. Pendant la majorité de sa vie, il habite dans la ville de Castre en Région flamande. Il étudie au collège d’Enghien puis à l’école normale de Bonne-Espérance. Il est ensuite devenu professeur à Petit-Enghien et à Haute-Croix, un petit village isolé. Avec d’autres professeurs, il travaille au maintien de la frontière linguistique. Il publie notamment un article dans « le Pavot » pour soutenir son projet et sympathiser avec le mouvement flamand, ce qui lui vaut son premier conflit avec la sécurité militaire.
Staf Declercq se marie en 1906 avec Maria Van Der Meeren, qui vient d’une famille aisée. Cependant, aucun enfant ne naît de leur union. Ils adoptent néanmoins une petite fille hongroise après la Première Guerre mondiale.
Avant la Première Guerre mondiale, Staf Declercq est un militant actif de la cause flamande. Il publie notamment avec Rémy de Roeck un magazine appelé De Taalgrens en 1912.

## Première Guerre mondiale
Lorsque la Première Guerre mondiale éclate, il est volontaire et rejoint l’armée belge en 1914. Rapidement, il se voit envoyer avec le reste de l’armée belge sur le front de l'Yser, où il sert en tant que brancardier. Cependant, la guerre ne l’empêche pas de continuer à écrire et il publie le journal de front De Payot der Taalgrens qui a pour slogan « Een volk zal niet vergaan » qu'on peut traduire « Un peuple ne passe pas». Il paraît de février 1917 à octobre 1918 à plus de 900 exemplaires. Durant la guerre, il crée également la revue De school bij de leger où il se fait le porte-parole des enseignants au front. Cette revue devient par la suite une organisation professionnelle fortement défendue et se revendiquant indépendante des partis politiques.

## Début de carrière politique
Pendant l’entre-deux-guerres, Staf Declercq devient l’un des premiers membres de la VOS et décide de composer un nouveau syndicat d’enseignement. En 1919, il prend un grand risque financier quand il démissionne de son poste d’enseignant pour être candidat à la liste de Frontpartij qui recueille à l’époque plus de 6 390 voix. Il devient alors représentant du district de Bruxelles mais reste assez discret dans sa nouvelle fonction. Deux ans plus tard, il est de nouveau élu avec 3 000 voix de plus. À côté de sa carrière politique au sein du parti, il est également conseiller municipal dans sa ville de résidence, Castre, de 1921 jusqu’à 1936. Il est également premier échevin de 1922 à 1926 puis il siège à nouveau du côté de l’opposition. 
Le parti continue de monter en puissance jusqu’à 1929, le temps pour Staf Declercq d’acquérir plus de connaissances sur sa fonction à la chambre des représentants, ce qui lui servira plus tard. Sauf qu’en 1932, le parti est en déclin et Staf Declercq n’est plus réélu. Pour lui, c’est le signe que le nationalisme flamand doit être repris en main. Il organise des rassemblements pour ensuite créer en octobre 1933 un nouveau parti : lé Ligue nationale flamande. Il réussit à amener ce parti de manière structurée sur le haut de la scène politique. Ce parti atteint plus de 26 000 membres à la veille de la Seconde Guerre mondiale. Ses principales revendications se basent sur le conflit linguistique. Le parti veut que la Belgique devienne un État fédéral avec une Flandre largement autonome pour, ensuite, créer un pays « thiois » commun avec la Flandre de France, la Flandre de Belgique et les Pays-Bas. Il est également violemment anti-wallon et anti-français, et se dote d’une milice.
En 1936 et 1939, le VNV obtient respectivement 7,1% et 8,3% soit 16 et 17 députés à la chambre. Son régime principal est qualifié de totalitaire et grandement inspiré de la politique allemande promue par Hitler. En effet, Staf Declercq aurait eu des relations avec les autorités allemandes dès les années 30. De plus, lors de ses campagnes, le parti rejoint l’idéologie nazie en brandissant notamment des slogans à l’encontre des juifs. L’antisémitisme est effectivement très répandu à cette époque dans la région flamande. Staf Declercq voit donc l’arrivée de la Seconde Guerre mondiale comme un moyen d’amener son ambition d’une Flandre autonome à son paroxysme.

## Seconde Guerre mondiale
Pendant la Seconde Guerre mondiale, la Ligue nationale flamande, le mouvement politique de Staf Declercq vire vers l’extrême droite sous sa commande. Il entraîne le VNV dans la collaboration avec l’Allemagne car il est convaincu qu’Hitler soutiendra ses revendications nationalistes flamandes. Il estime le VNV comme le mouvement d'unité national-socialiste flamand. Staf Declercq noue même des relations avec les services secrets allemands. Une part considérable de l’élite politique et intellectuelle flamande est également mêlée à la collaboration avec l’Allemagne nazie. Le 10 novembre 1940, il déclare avoir une totale confiance envers le führer, Adolf Hitler. Pour lui, tout le monde devrait le suivre.
Lorsque la Seconde Guerre mondiale est sur le point de rentrer en Belgique, Staf Declercq crée une organisation : Militaire Organisatie, une organisation secrète accumulant tous les membres du VNV actifs dans l’armée belge et préparés, sous ses ordres, à passer à l’ennemi et il devient le leader de ce mouvement.
Le 10 mai 1940, il est arrêté avec d’autres membres de l’O.M. lors de l’invasion allemande par l’armée d’expédition britannique mais elle le libère après des interventions auprès du ministre de la Justice, Paul-Emile Janson et du Premier ministre, Hubert Pierlot, dans les premiers mois de l’occupation allemande.
Le 16 novembre 1940, le journal Volk en Staat est dorénavant interdit de publication car, dans un de ses articles, Staf Declercq dénigre la direction de l’armée belge et le procureur général demande de lever son immunité parlementaire.
Le 16 mars 1941, Staf Declercq déclare qu’il veut mettre en place des mesures contre le système de vol aérien anglais. Cette idée va être soutenue par Reimond Tollenaere qui est un membre de la Ligue nationale flamande. Ensemble, ils fondent la Légion Flamande mise en place pendant les hostilités germano-russes. En janvier 1942, la mort de Reimond Tollenaere près de Novgorod, sur le front russe est, pour Staf Declercq, un gros coup dur car il le considérait comme son successeur pour son parti.
Mais vers la fin de sa vie, il remarque de plus en plus des signes qui montrent l’échec de sa politique. Le VNV connaît de plus en plus des points de désaccord avec les nazis et plus particulièrement avec les collaborateurs qui espéraient la création de la Grande Allemagne. Le VNV se voit attaqué par l'Algemene SS-Vlaanderen et par le DeVlag. Ces deux groupes sont financés par les Allemands et sont soutenus par les SS. Des rapports du front de l’Est lui parviennent disant que les SS mettent en place des militants contre lui et son parti.
Cependant, même s’il reçoit des attaques de part et d'autre, il n’arrête pas sa politique de collaboration. Dans son dernier discours du 20 septembre 1942, à Anvers, à l’occasion de son 58e anniversaire, il réaffirme sa confiance en Adolf Hitler et il déclare qu'il n'y avait qu’un seul mot d’ordre : « L'Allemagne doit gagner la guerre » et il dit les termes suivants : « Führer aller Germanen ».

## Fin de vie
En octobre 1942,  il est alité dans une clinique à Gand à cause d’un cancer. Il meurt le 22 octobre 1942 des suites de sa maladie, à l’âge de 58 ans.
Le VNV, son parti politique, veut faire une cérémonie funéraire dans la cathédrale Saints-Michel-et-Gudule de Bruxelles mais le cardinal Joseph Van Roey s’y oppose fermement et impose son droit de veto. Le VNV organise alors une cérémonie funéraire sur la Grand Place de Bruxelles, le 27 octobre 1942 mais le cardinal refuse également qu’une messe y soit célébrée. Le parti se plaint auprès de l'occupant mais en vain. Celui-ci ne veut pas intervenir.
Staf Declercq est finalement enterré au cimetière de Castre comme il en avait exprimé le désir par testament. Cependant l’année suivante, le VNV, pour fêter ses dix années d’existence, ajoute une tombe à Kesterheide qui est l’endroit où, avant la Seconde Guerre mondiale, le parti a fait campagne activement. Néanmoins après le conflit mondial, des membres de la résistance locale ont détruit sa tombe et les restes de Staf Declercq sont, alors, transportés dans le cimetière de Leerbeek. Les ossements y restent jusqu’en 1968. Mais cette année-là est également l’année où la municipalité décide d’enlever sa plaque funéraire. Dix ans plus tard, le VMO, l’Ordre des militants flamands, récupère sa dépouille clandestinement. Une médiation a lieu et le gouvernement autorise l’inhumation de Staf Declercq auprès de sa femme dans le cimetière d’Asse,.

## Aujourd'hui
Encore aujourd’hui, des hommages sont consacrés en l’honneur des personnes qui ont marqué l’histoire du mouvement national flamand. Le 28 octobre 1979 à Asse et à Dilbeek, un comité occasionnel, dirigé par Jan Brans, organise un mémorial en l’honneur de Staf Declercq. 
Le 19 septembre 2004, une commémoration a eu lieu en l’honneur de Staf Declercq lors d’une cérémonie de la bataille de l'Yser. Tous les ans, une cérémonie de la bataille de l'Yser a lieu à Steenstraete, en Flandre-Occidentale. La veillée de l'Yser est une manifestation nationaliste pro-flamande. Parmi les spectateurs, il y a eu, entre autres, quelques figures emblématiques de l’extrême droite telle que Bob Maes ou encore Brecht Vermeulen. 